# Oxinasphaera multidens
Oxinasphaera multidens är en kräftdjursart som först beskrevs av Richardson1910.  Oxinasphaera multidens ingår i släktet Oxinasphaera och familjen klotkräftor. Inga underarter finns listade i Catalogue of Life.